# الراهبة 2
الراهبة 2 (بالإنجليزية: The Nun 2) هو فيلم رعب خارق للطبيعة أمريكي لعام 2023 من إخراج مايكل تشافيز وبطولة تايسا فارميجا، ستورم ريد، آنا بوبلويل وبوني أرونز.

## روابط خارجية
- الراهبة 2 على موقع IMDb (الإنجليزية)
- الراهبة 2 على موقع ميتاكريتيك (الإنجليزية)
- الراهبة 2 على موقع روتن توميتوز (الإنجليزية)
- الراهبة 2 على موقع قاعدة بيانات الأفلام العربية
- الراهبة 2 على موقع ألو سيني (الفرنسية)
- الراهبة 2 على موقع أول موفي (الإنجليزية)
- الراهبة 2 على موقع فيلمافينيتي (الإسبانية)
- الراهبة 2 على موقع قاعدة بيانات الأفلام السويدية (السويدية)
- الراهبة 2 على موقع قاعدة بيانات الفيلم (الإنجليزية)
- الراهبة 2 على موقع ليتربوكسد (الإنجليزية)